# Organizirani kriminal v Italijanski republiki
Organizirani kriminal v Italiji je skupno ime za razne organizacije in gibanja, ki so predvsem mafija, kamora, ndrangeta in terorizem.

## Mafija
Sama beseda mafija se danes redko uporablja, ker je bolj v rabi konkreten izraz mafijska organizacija, torej ni več govora o nekem splošnem in nedoločenem pojmu, temveč o raznih kriminalnih organizacijah, ki delujejo po mafijskih načelih. Originalna mafijska organizacija je doma na Siciliji (kjer ji pravijo tudi Cosa nostra – Naša zadeva), od koder se je – več ali manj podtalno – razširila po vsej Italiji in drugih državah. Svetovno znana je ameriška mafija, ki pa ni organizacija italijanskega tipa, temveč posnema oziroma se istoveti predvsem z gangsterstvom. V Italiji so aktivne druge mafijske organizacije, od katerih je vredno omeniti Kamoro (Camorra), ki deluje v Kampaniji, in Ndrangeto ( 'ndrangheta) v Kalabriji.
Moderno razumevanje mafije gre globlje od pojmovanja v preteklosti, ko je bila mafija znana samo kot ena od kriminalnih organizacij. Danes se mafija obravnava kot širši sistem oblasti, ki je osnovan na privolitvi s strani določenega dela prebivalstva in na nadzoru, ki ga sama privolitev dopušča. Sodelovanje politikov z mafijo dovoljuje rast neštetih mafijskih podsistemov pod okriljem državne politike. Iz tega izhaja, da obstoj mafijskega sistema ni vezan samo na dohodke iz ilegalnih dejavnosti, temveč se opira predvsem na sodelovanje javnih uslužbencev in državnih ustanov s kriminalom, predvsem v socialni politiki in občevanju s prebivalstvom. 
Prav zaradi tega je danes prvi interes mafije nadzor nad državno politiko in za dosego tega cilja se mafija ne ustavi pred uboji svojih nasprotnikov, bodisi predstavnikov sodstva (Giovanni Falcone, Paolo Borsellino, Rocco Chinnici, Rosario Livatino, Salvo Lima) kot tudi časnikarjev (Peppino Impastato, Mauro Rostagno, Beppe Alfano) in drugih. Čeprav so bile večkrat ubite osebe, ki so se slučajno znašle v bližini teh posameznikov, mafija nima navade ubijati nezainteresiranih ljudi, niti ne organizirati večjih pobojev. V vseh primerih poboja, ko so bili ubiti tudi nedolžni ljudje, je bil cilj zločina usmrtitev ene same osebe, ostale smrti so bile "stranska škoda"; na primer v poboju pri Capaciju je bil cilj usmrtitev sodnika Falconeja, ostale štiri žrtve so bile "potrebne za uspeh operacije".  Zaradi tega na primer turisti niso ogroženi s strani mafije, ker so do nje nezainteresirani. 

## Kamora
Kamora je kriminalna organizacija, ki se je razvila po mafijskem zgledu v Kampaniji, predvsem v Neaplju, Caserti in Salernu. Je tipična organizacija mafijskega tipa, ki se bavi s preprodajo mamil in orožja, z vključevanjem v natečaje za javno gradnjo, z izsiljevanjem, oderuštvom in prostitucijo. Zanimiva dejavnost kamore je tudi proizvodnja in prodaja ponarejenih predmetov svetovno znanih proizvajalcev, na primer modnih dodatkov, športnih obuval, zgoščenk in drugih tehnoloških predmetov. V zadnjih časih je bila svetovna pozornost usmerjena na Neapeljski problem odlaganja odpadkov in onesnaževanja okolja, vendar ni prišlo do zadostnega izraza dejstvo, da je pri tem igrala glavno vlogo organizacija kamore. Ustanove, ki so dolžne skrbeti za te probleme, so vse v rokah kamore, ki seveda deluje v svojo korist, ne v korist prebivalstva. Neapelj ima skupaj s predmestji preko 3 milijone prebivalcev in odlaganje mestnih odpadkov na zunanja predmestja ne more biti rešitev. Prihodnost bo pokazala, kako se bo končal spopad med kamoro in ekologijo.

## Ndrangeta
Ndrangeta je kriminalna organizacija, ki se je razvila po mafijskem zgledu v Kalabriji. Nasprotno od sicilske mafije, se ne vtika v politiko in javno upravo, temveč nastopa samo v ekonomske namene, predvsem z ustrahovanjem in nasilnim prepričevanjem prebivalstva. Glavna dejavnost je trgovanje z mamili, orožjem in z ljudmi, pa tudi izsiljevanje, oderuštvo, nadzor nad hazardom in odstranjevanjem odpadkov. Vsled sistematičnega pranja denarja razpolaga ndrangeta z visokimi kapitali, ki so ji s podkupovanjem lokalnih javnih uslužbencev dovolili popoln nadzor nad pomembnimi trgovskimi in kmetijskimi industrijami. V zadnjih letih se ndrangeta vključuje med najnevarnejše kriminalne organizacije na svetu. 

## Terorizem
Terorizem vključuje vse kriminalne organizacije, ki nastopajo s silo proti osebam in skupnosti, večinoma s političnimi nameni. V Italiji se je ta kriminal pojavil v šestdesetih letih preteklega stoletja in je trajal dvajset let, ki so se zapisala v zgodovino kot "svinčena leta" (anni di piombo). Ponovno je prišlo do teroristične dejavnosti na prelomu tisočletja, vendar za krajšo dobo. Dolgoletno trajanje terorizma postavlja Italijo na tretje mesto, za Severno Irsko in Baskovkimi deželami, na lestvici evropskih terorističnih območij.
Značilnost italijanskega terorizma svinčenih let je bilo istočasno delovanje raznih skupin s popolnoma nasprotujočimi političnimi nazori in s čisto drugačnimi cilji. Te skupine so bile postopoma razkrojene, najprej marksistična organizacija skrajne levice, nato skupine skrajne desnice. Javno mnenje je v tem videlo zmago nad terorizmom in preiskave so prenehale. Ni pa zamrl sum, da so ogenj zanetile podtalne organizacije povezane z državno tajno službo, ki naj bi nameravale odstaviti vlado in ukiniti demokracijo.
Terorizem svinčenih let ima na vesti veliko pobojev, za katere je značilno, da niso imeli namena ubiti neke osebe, temveč so "streljali v gručo": namen je bil ustrahovanje in dokazovanje, da nasilje prevlada nad državnim redom. Najbolj odmevna zločina sta umor Alda Mora (1978) in poboj v Bologni (1980), ki je zahteval 85 mrtvih in preko 200 ranjenih.
V osemdesetih letih se je teroristična dejavnost umirila in postopoma prenehala. Pojavila se je spet na prelomu tisočletja z raznimi pomembnimi atentati, bodisi s strani filokomunističnih organizacij, bodisi s strani anarhistov. Omeniti je treba tudi palestinske teroriste, ki so dvakrat (1973. in 1985.) napadli Rimsko letališče, pri čemer je umrlo skupno 43 oseb.
Kljub splošnemu alarmu po 11. septembru 2001 in kljub pogostim ameriškim opominom in svarilnim poročilom, ki so mu sledili, se v Italiji doslej ni pojavilo islamsko teroristično delovanje, razen občasnih osebnih dejanj. 